# Винд, Ханс
Ханс Хенрик «Хассе» Винд (фин. Hans Henrik «Hasse» Wind; 30 июля 1919 — 24 июля 1995) — финский лётчик-ас, участник Второй мировой войны. Совершил 302 боевых вылета и одержал 75 побед, став вторым по результативности асом в финских ВВС. Один из шести человек, дважды награждённых Крестом Маннергейма.

## Биография
Ханс Винд родился 30 июля 1919 года в Таммисаари, около Хельсинки, а в 1939 году поступил в лётную школу. В следующем году он перешёл в кадетскую школу и затем был переведён в 24-ю эскадрилью повышенной лётной подготовки, после чего получил первое офицерское звание и был зачислен в 24-ю истребительную эскадрилью.
1 августа 1941 года Винд стал лётчиком 4-го звена 24-й эскадрильи, а затем перешёл в 1-е звено той же эскадрильи. 27 сентября 1941 года он одержал свою первую победу, сбив самолёт противника совместно с капитаном Эйно Луукканеном. После Нового года он вновь перешёл в 4-е звено, где летал на Brewster Model 239 (BW-378). Примечательно, что Винд пристрелял пулемёты таким образом, чтобы их трассы сходились в 35 м от самолёта, вместо 150 м у остальных Brewster. 1 августа 1942 года Винд был назначен заместителем командира 1-го звена 24-й эскадрильи, двумя неделями спустя сбил два Hawker Hurricane, а 18 августа на BW-393 — ещё два Hurricane и один И-16.
7 ноября он принял у майора Эйно Луукканена командование 1-м звеном 24-й эскадрильи и командовал им до прибытия 16 января 1943 года нового командира — капитана Йорма Сарванто. 4 мая Винд, вновь на BW-393, сбил в одном вылете три Ил-2 и один И-153. Через 16 дней он вновь сбил трёх противников за вылет. 27 мая он стал командиром 3-го звена 24-й эскадрильи, а 31 июля — был награждён Крестом Маннергейма, имея на счету 34 победы. 19 октября Винд получил звание капитана, а 21 марта 1944 года заявил о 39-й победе и последней, одержанной на Brewster.
В следующем месяце 24-я эскадрилья была перевооружена на Bf.109G, а Винд получил самолёт MT-201 и уже 13 июня за один вылет сбил на нём четыре Пе-2. На G-2 финский ас одержал 11 побед и 19 июня 1944 года пересел на G-6 (MT-439). В течение следующих десяти суток он заявил о 25 победах, в том числе о пяти самолётах, сбитых за два вылета 20 июня, четырёх — в одном вылете 23 июня, а ещё о пяти машинах — 26 и 28 июня.
Во время второго вылета 28 июня в его кабину попал 20-мм снаряд — Винд попал под огонь третьего сбитого в тот день Як-9. Получив серьёзное ранение, финский лётчик всё же сумел посадить свой MT-439 на аэродром в Лаппеенранте, но до конца войны пролежал в госпитале. В тот же день Винд получил второй Крест Маннергейма.
Винд покинул службу 10 октября 1945 года, получил степень по экономике в Хельсинкской школе бизнеса и занимал высокие руководящие посты в различных компаниях. На пенсию Винд вышел в 1984 году. Умер 24 июля 1995 года, осталась жена и пятеро детей.